# أدولفوس بيتر نيلسون
أدولفوس بيتر نيلسون (بالإنجليزية: Adolphus Peter Nelson) هو سياسي أمريكي، ولد في 28 مارس 1872 في ألكساندريا في الولايات المتحدة، وتوفي في 21 أغسطس 1927 في غرانتسبورغ في الولايات المتحدة. نشط حزبياً في الحزب الجمهوري. وقد انتخب عضو مجلس النواب الأمريكي.